# Richard Osman
Richard Thomas Osman (født 28. november 1970) er en engelsk forfatter, tv-vært, producer, romanforfatter og komiker. Han er skaberen af, og tidligere medvært på, BBC One tv-quiz-showet Pointless. Han har præsenteret BBC Two-quizzerne Two Tribes og Richard Osman's House of Games og været holdkaptajn på komediepanelshowet Insert Name Here  og The Fake News Show. Han har optrådt i mange britiske panelshows inklusive Would I Lie To You?  og QI.

## Biografi
Richard Osman blev født i Billericay og voksede op i Cuckfield nær Haywards Heath, West Sussex. Da han var ni år gammel, forlod hans far familien, og hans mor, der læste til lærer, stod alene tilbage med forsørgerbyrden. Han var stærkt påvirket af hændelsen, og familiens økonomiske situation var vanskelig, indtil moderen fik fuldtidsarbejde. Hans ældre bror er musikeren Mat Osman, som er bassist i rockbandet Suede.
Mens han stadig gik i skole som teenager, fik han sin første erfaring med fjernsynsmediet som en regelmæssig bidragyder til Turn It Up!, et public-service musikshow, der blev sendt søndag aften på den lokale BBC Radio Sussex. I samme show fik nyhedsoplæseren Jane Hill og radio-dj Jo Whiley også deres første erfaring med tv. Mellem 1989 og 1992 studerede han politik og sociologi på Trinity College, Cambridge, på samme tid som Alexander Armstrong, der var med til at præsentere på Pointless, studerede engelsk der.
Efter sine studier begyndte han at arbejde på Hat Trick-produktioner, før han blev kreativ direktør hos tv-selskabet Endemol UK og producerede britiske spilprogrammer som Deal or No Deal og  8 Out of 10 Cats og sketchprogrammet 10 O'Clock Live.
Mens han var på Endemol, udviklede han Pointless-konceptet til BBC. I pilotafsnittet optrådte han selv som dommer, og BBC ønskede, at han også skulle være det, da serien blev bestilt.
Eksponeringen med Pointless førte til, at Osman fik tilbud om selv at deltage i panel- og spilprogrammer som Would I Lie to You?, Have I Got News for You, QI og 8 Out of 10 Cats'.
I 2016 deltog han i anden sæson af Best in Test England, og han optrådte i dartshowet Let's Play Darts.
Han har også været vært for quizshowene Two Tribes og Richard Osman's House of Games.

### Faglitteratur
| År   | Titel                                              | Medforfatter(e)     | Forlag    | ISBN              |
| ---- | -------------------------------------------------- | ------------------- | --------- | ----------------- |
| 2012 | The 100 Most Pointless Things in the World         | Alexander Armstrong | Coronet   | 978-1-4447-6205-1 |
| 2013 | The 100 Most Pointless Arguments in the World      | Alexander Armstrong | Coronet   | 978-1-4447-6208-2 |
| 2014 | The Very Pointless Quiz Book                       | Alexander Armstrong | Coronet   | 978-1-4447-8274-5 |
| 2015 | The A-Z of Pointless                               | Alexander Armstrong | Coronet   | 978-1-4447-8277-6 |
| 2016 | A Pointless History of the World                   | Alexander Armstrong | Coronet   | 978-1-4736-2324-8 |
| 2017 | The World Cup Of Everything: Bringing the Fun Home |                     | Coronet   | 978-1-4736-6726-6 |
| 2019 | Richard Osman's House of Games                     | Alan Connor         | BBC Books | 978-1-78594-462-8 |

### Skønlitteratur
| År   | Titel                    | Forlag | ISBN              |
| ---- | ------------------------ | ------ | ----------------- |
| 2020 | The Thursday Murder Club | Viking | 978-0-241-42544-2 |
| 2021 | The Man Who Died Twice   | Viking | 978-0-241-42542-8 |
| 2022 | The Bullet That Missed   | Viking | 978-0-241-51243-2 |
| 2023 | The Last Devil To Die    | Viking | 978-0-241-51244-9 |